# デイヴィッド・ノーラン
デイヴィッド・フレイザー・ノーラン（[ˈnoʊlən]　英語: David Fraser Nolan、1943年11月23日 - 2010年11月21日）は、アメリカの政治家、政治活動家。
彼は米国のリバタリアン党創設者の一人であり、党が設立された1971年に会議を主催した。  
ノーランはその後、全国委員会の委員長、党ニュースレターの編集者、条例委員会の委員長、司法委員会の委員長、およびプラットフォーム委員会の委員長を含む多くの役割を務めた。
ノーランチャートの発明者でもある。

## 経歴
ワシントンD.C.生まれ、メリーランド育ち。高校時代からアイン・ランドやロバート・ハインラインの影響を受け、リバタリアニズムに目覚める。1965年、マサチューセッツ工科大学を卒業。

### 初期の人生と教育
ワシントンD.C.生まれ、メリーランド育ち。高校時代からアイン・ランドやロバート・ハインラインの影響を受け、リバタリアニズムに目覚める。1965年、マサチューセッツ工科大学を卒業。

### キャリア
その後、リバタリアン党を設立し、選挙戦を展開した。

伝統的な政治的「左翼」スペクトルは線ですが、デイヴィッド・ノーランによって作成されたノーラン・チャートは平面であり、より広い範囲の政治思想にリバタリアニズムを位置づけています。

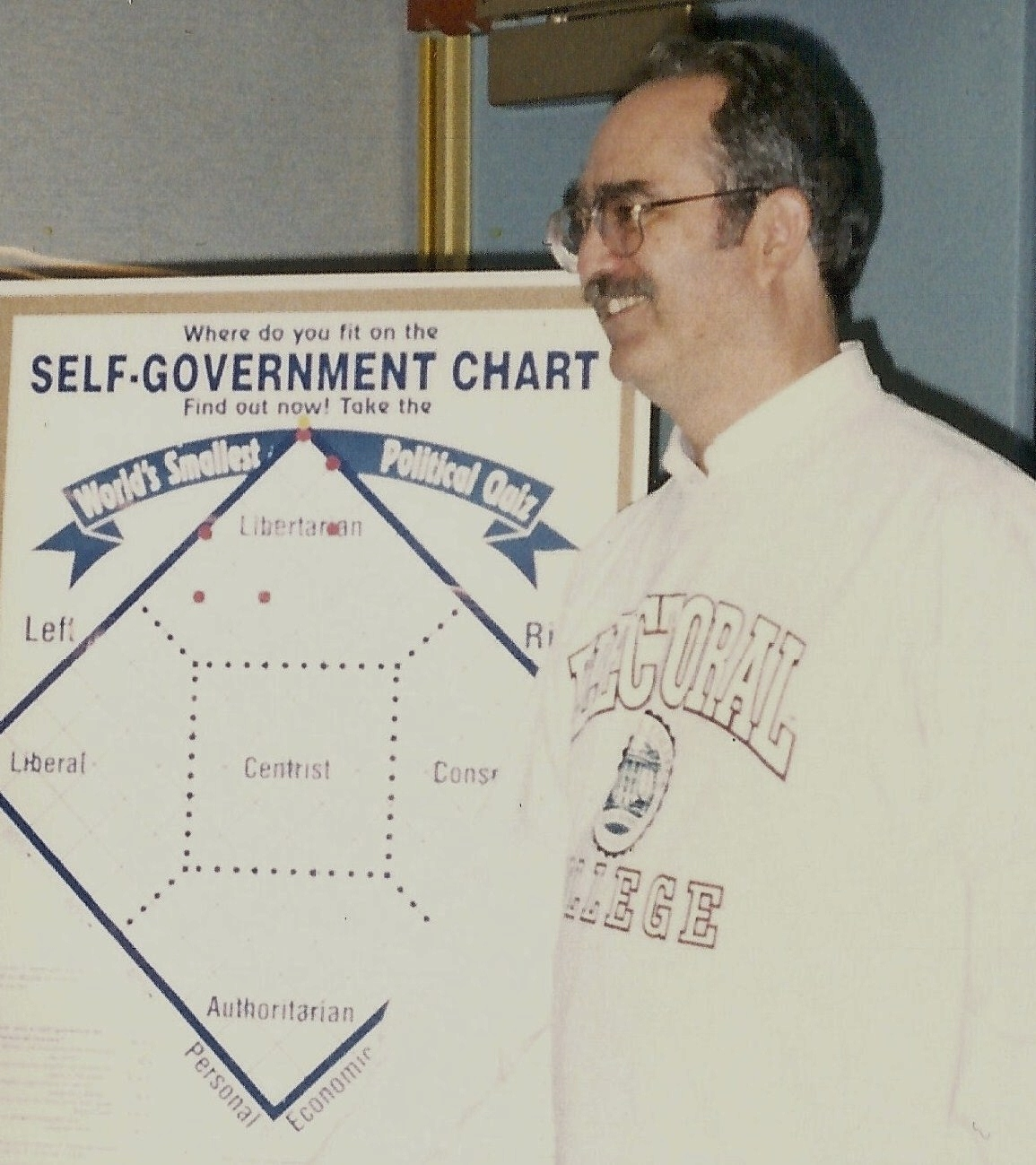
ノーランは、1996年のリバタリアン全国大会で彼の名を冠したチャートで写真を撮りました。

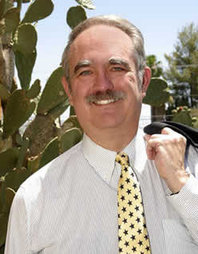
2010年上院選挙でのデビッド・ノーラン

2010年、脳卒中により死亡。